# Jordflytning

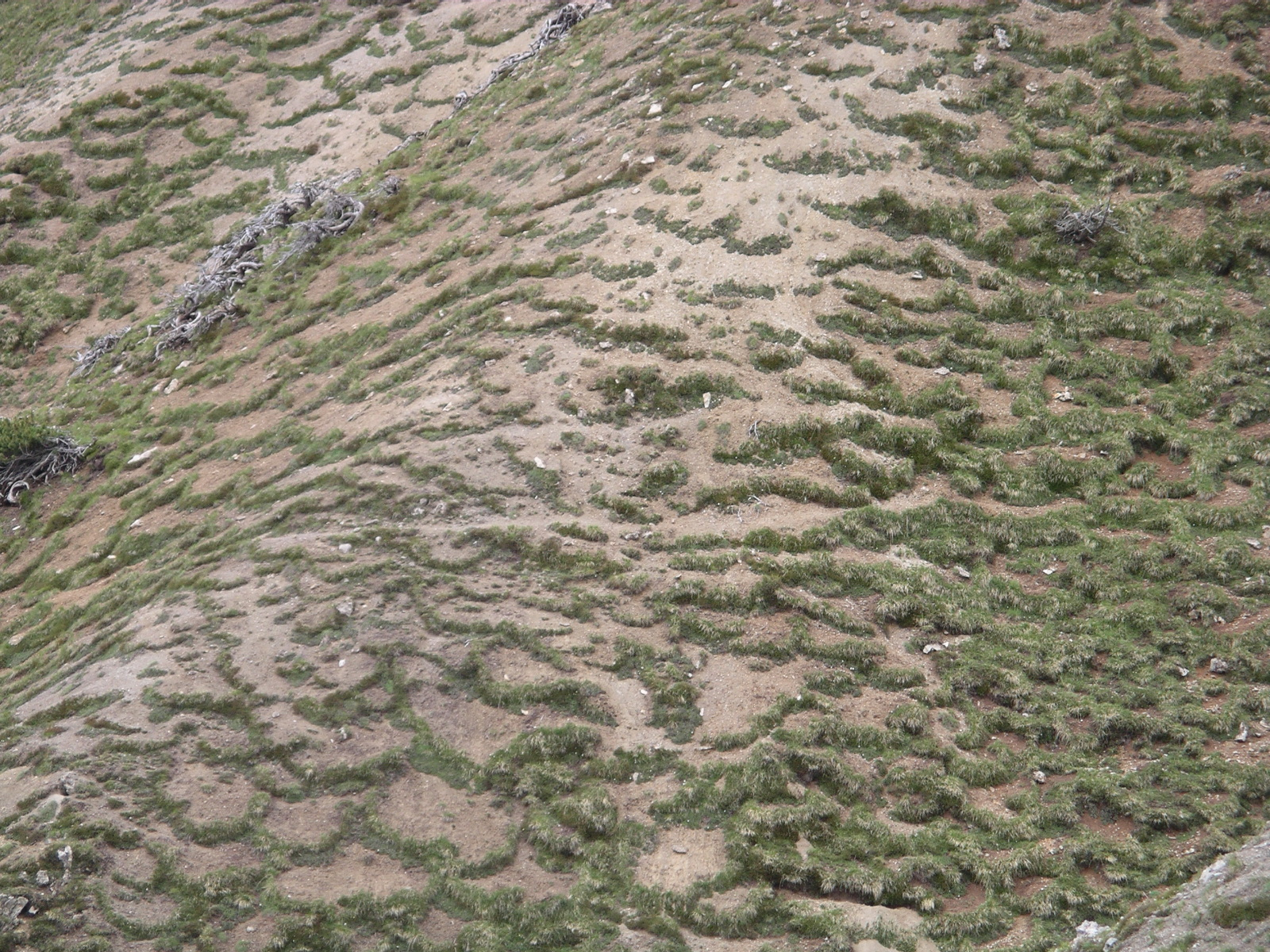
Kransliknande strukturer orsakade av jordflytning i Schweiz nationalpark.

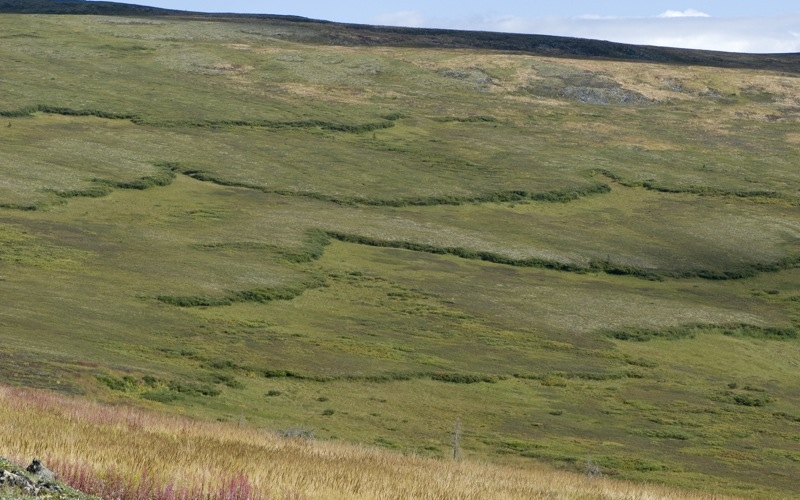
Jordflytningsvalkar nära Eagle Summit i Alaska.

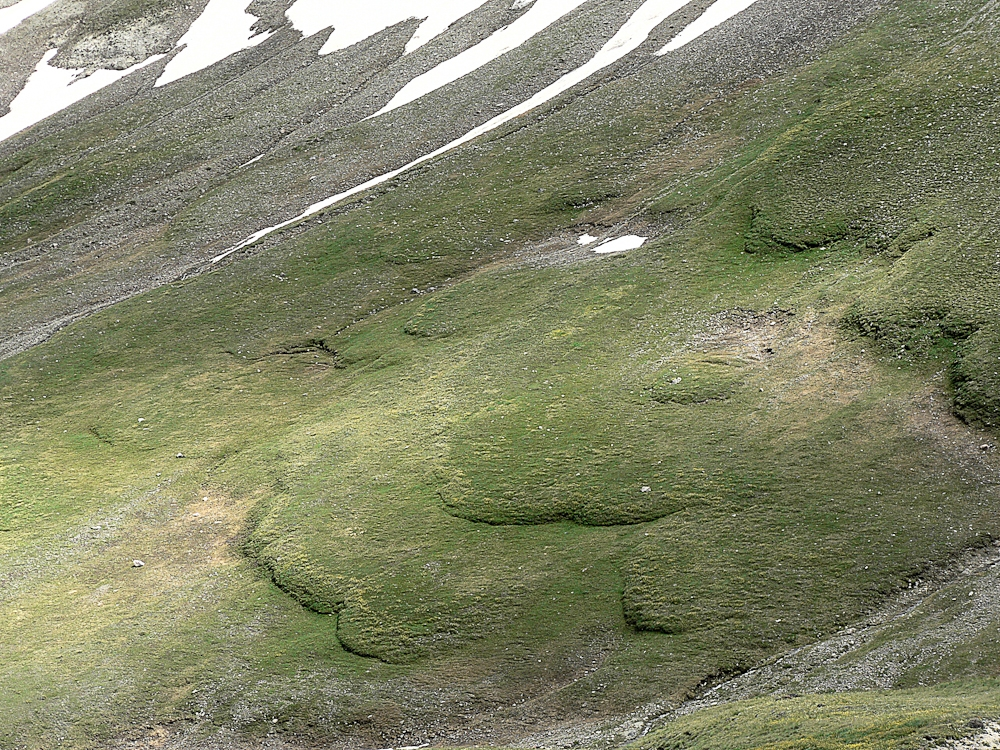
Jordflytningsvalkar i Wyoming.

Jordflytning, solifluktion, förekommer i speciella jordarter, till exempel silt och där det förekommer permafrost. När tjälen är kvar nere i marken medan den går ur de översta jordlagren kan vatten strömma igenom. I sluttningar innebär det att jorden rör sig nedåt p.g.a. gravitationen och bildar jordvallar.
Jordflytning är mycket vanlig i områden med ständig tjäle, permafrost, där det översta markskiktet tinar upp endast under sommarhalvåret. I fjälltrakterna kan jordflytning ofta märkas i form av "flytvalkar". De kan bildas i sluttningar som endast lutar 2°.
Jordflytning kan uppkomma genom upprepade cykler av frysning respektive upptining. Avskogning kan bidra till jordflytning genom att utsätta marken för erosion.